# Rosana, São Paulo
Rosana là một đô thị ở bang São Paulo của Brasil.
Đô thị này nằm ở vĩ độ 22°34'47" độ vĩ nam và kinh độ 53°03'33" độ vĩ tây, trên khu vực có độ cao 236 m. Tem a distinção de ocupar o extremo ocidental do estado. Dân số năm 2004 ước tính là 26.023 người. Đô thị này có diện tích 740,67 km².

## Thông tin nhân khẩu
Dữ liệu dân số theo điều tra dân số năm 2000
Tổng dân số: 24.229
- Urbana: 6.198
- Rural: 18.031
- Homens: 12.291
- Mulheres: 11.938

Mật độ dân số (người/km²): 32,80
Tỷ lệ tử vong trẻ sơ sinh dưới 1 tuổi (trên một triệu người): 11,75
Tuổi thọ bình quân (tuổi): 73,59
Tỷ lệ sinh (số trẻ trên mỗi bà mẹ): 2,54
Tỷ lệ biết đọc biết viết: 91,81%
Chỉ số phát triển con người (HDI-M): 0,815
- Chỉ số phát triển con người - Thu nhập: 0,723
- Chỉ số phát triển con người - Tuổi thọ: 0,810
- Chỉ số phát triển con người - Giáo dục: 0,911

(Nguồn: IPEADATA)

### Sông ngòi
- Sông Paraná
- Sông Paranapanema

### Transporte
- Aeroporto asfaltado

### Các xa lộ
- SP-613